# Txírikovo
Txírikovo (en rus: Чириково) és un poble de l'óblast d'Uliànovsk, a Rússia, que el 2010 tenia 392 habitants. Pertany al districte municipal de Kuzovàtovo.